# Phostria setifera
Phostria setifera là một loài bướm đêm trong họ Crambidae.